# Lythrypnus minimus
Lythrypnus minimus är en fiskart som beskrevs av Garzón och Acero P., 1988. Lythrypnus minimus ingår i släktet Lythrypnus och familjen smörbultsfiskar. Inga underarter finns listade i Catalogue of Life.